# 富山県立二上工業高等学校
富山県立二上工業高等学校（とやまけんりつ ふたがみこうぎょうこうとうがっこう、英: Toyama Prefectural Futagami Technical High School）は、かつて富山県高岡市東海老坂にあった公立の工業高等学校。略称、愛称は「二工（ふたこう）」。富山県立高岡工芸高等学校との統合により、2012年（平成24年）3月末に閉校した。二上山の西麓にあり、万葉ラインの海老坂入口にも近かった。

## 設置学科
- 機械工学科
  - 生産コース
  - メカトロコース
- 環境科学科
  - 環境土木コース
  - 環境化学コース

## 所在地
〒933-0987　富山県高岡市東海老坂950
北緯36度47分0.4秒 東経136度59分50.7秒 / 北緯36.783444度 東経136.997417度

## 沿革
1962年（昭和37年）に富山県立高岡工芸高等学校の二上分校としてスタート。昔は富山県の高校一のバレー部と言われ、春高バレーにも出場経験があった。2002年（平成14年）当時、県内の高校としては初のISOの認証を受けた。
公立高等学校統廃合により、高岡工芸高等学校に吸収される形で、2009年（平成21年）度をもって生徒の募集を停止し、2012年（平成24年）3月で廃校した。
なお、跡地には校舎を改修する形で、2013年（平成25年）4月に富山県立高岡高等支援学校が開校した。

### 年表
- 1962年（昭和37年）
  - 4月 - 富山県立高岡工芸高等学校二上分校（機械科・土木科）として、高岡工芸高校敷地内において開校。
  - 11月16日 - 校舎新築工式。
- 1963年（昭和38年）
  - 4月1日 - 富山県立二上工業高等学校として独立[1]。化学工学科設置。
  - 9月 - 東海老坂地内台地に第1期工事竣工。仮校舎より移転。
- 1965年（昭和40年）
  - 1月 - 校歌制定。
  - 3月 - 全校舎竣工。
  - 5月 - 生徒食堂完成。
- 1967年（昭和42年）9月 - 東校門、通学路舗装。
- 1969年（昭和44年）3月 - 生徒昇降口完成。
- 1971年（昭和46年）3月 - 格技場（心技館）竣工。
- 1982年（昭和57年）
  - 4月 - 化学工学科を化学工業科に学科改編。
  - 10月2日 - 双葉会館（宿泊研修棟）竣工。
- 1988年（昭和63年）4月 - 電子機械科を設置。
- 1990年（平成2年）8月 - 第2体育館竣工。
- 1992年（平成4年）
  - 4月 - 制服を詰め襟からブレザーへ変更。
  - 9月 - グラウンド拡張。
  - 10月24日 - ミーティングハウス「SAN」（生徒研修棟）・国旗掲揚塔竣工。
- 1993年（平成5年）3月 - 複合実習棟（機械加工・制御加工実習、CAD／CAM加工実習、家庭科実習）竣工。
- 1997年（平成9年）4月 - 化学工業科を募集停止し、環境建設科を設置。
- 2000年（平成12年）4月 - 環境建設科を募集停止し、環境化学科（環境建設コース・化学コ－ス）を設置。
- 2001年（平成13年）4月 - 学校評議員制導入。
- 2002年（平成14年）
  - 4月 - 電子機械科を募集停止。
  - 12月 - ISO14001の認証をうける。
- 2005年（平成17年）4月 - 土木科と環境化学科を募集停止し、環境科学科（環境土木コース・環境化学コース）を設置。機械科を機械工学科に学科改編。
- 2012年（平成24年）
  - 3月3日 - 閉校式。
  - 3月31日 - 閉校。

## 部活動
- 運動部 - 野球、サッカー、バスケットボール、バレーボール、陸上競技、柔道、剣道、ハンドボール、テニス、バドミントン、卓球、空手クラブ
- 文化部 - 吹奏楽、囲碁・将棋、新聞、写真・芸術、電算、放送、科学クラブ
- 工学部（文化部）- 機械工学、電子機械工学、環境科学工学、土木工学

## 校歌
作詞：土岐善麿、作曲：信時潔

## 主な卒業生
- 水口清志（高岡市議会議員、元福岡町議会議員）
- 国崎和也（お笑い芸人、ランジャタイ）